# 담양 객사리 석당간
담양 객사리 석당간(潭陽 客舍里 石幢竿)은 대한민국 전라남도 담양군 객사리에 있는, 고려 시대의 석조 당간이다. 총높이 15미터이며 보물 제505호로 지정되어 있다.

## 개요
담양읍에서 동쪽으로 순창행 도로를 따라 1km쯤 가면 논 가운데 오층석탑(보물 제506호)이 있고 그 왼편으로 석당간 1기가 양호한 상태로 보존되어 있다.
단층 기단 위에 지대석을 겸하는 장방형으로 상면이 약간 경사졌을 뿐 측면에 아무런 조식이 없으며 정면 중앙에 장방형 1단의 받침을 마련하여 당간대좌(幢竿臺座)와 두 지주(支柱)를 받치고 있다. 지주는 네모난 돌기둥으로 약 80cm의 사이를 두고 남북으로 마주 서 있다. 하단부는 기단 받침대 안에 묻혀 있으므로 구조는 알 수 없다. 당간은 가늘고 긴 8각석주 3개를 연결하였는데 그 위에 원형 당간을 올려 마디의 표식이 뚜렷하다.
기록에 의하면 현재의 석당간은 조선 헌종 5년(1839)에 중건한 것임을 알 수 있는데 “큰 바람에 꺾여 나무로 대신 세웠다(大風折以木代立)” 운운한 내용으로 보아 큰 바람에 넘어진 것을 이때 다시 복원한 것으로 보인다. 그러나 당간은 그 양식이 고려시대 것으로 추측되며 또한 인근 오층석탑이 고려시대의 조성임을 감안할 때 이 석당간의 건립연대를 추정하는 데 도움이 된다.

## 같이 보기
- 담양 남산리 오층석탑 - 보물 제506호

## 사진

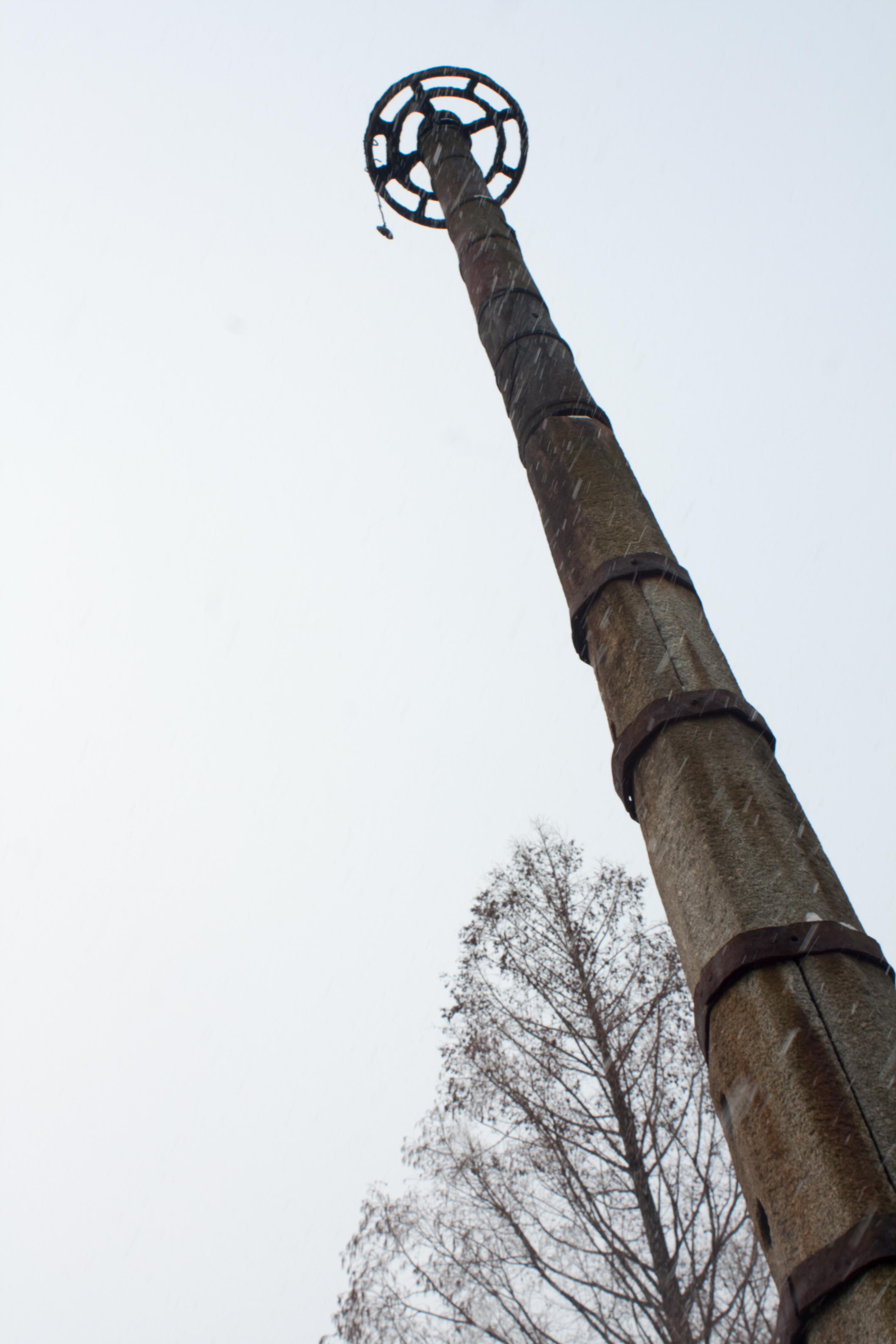
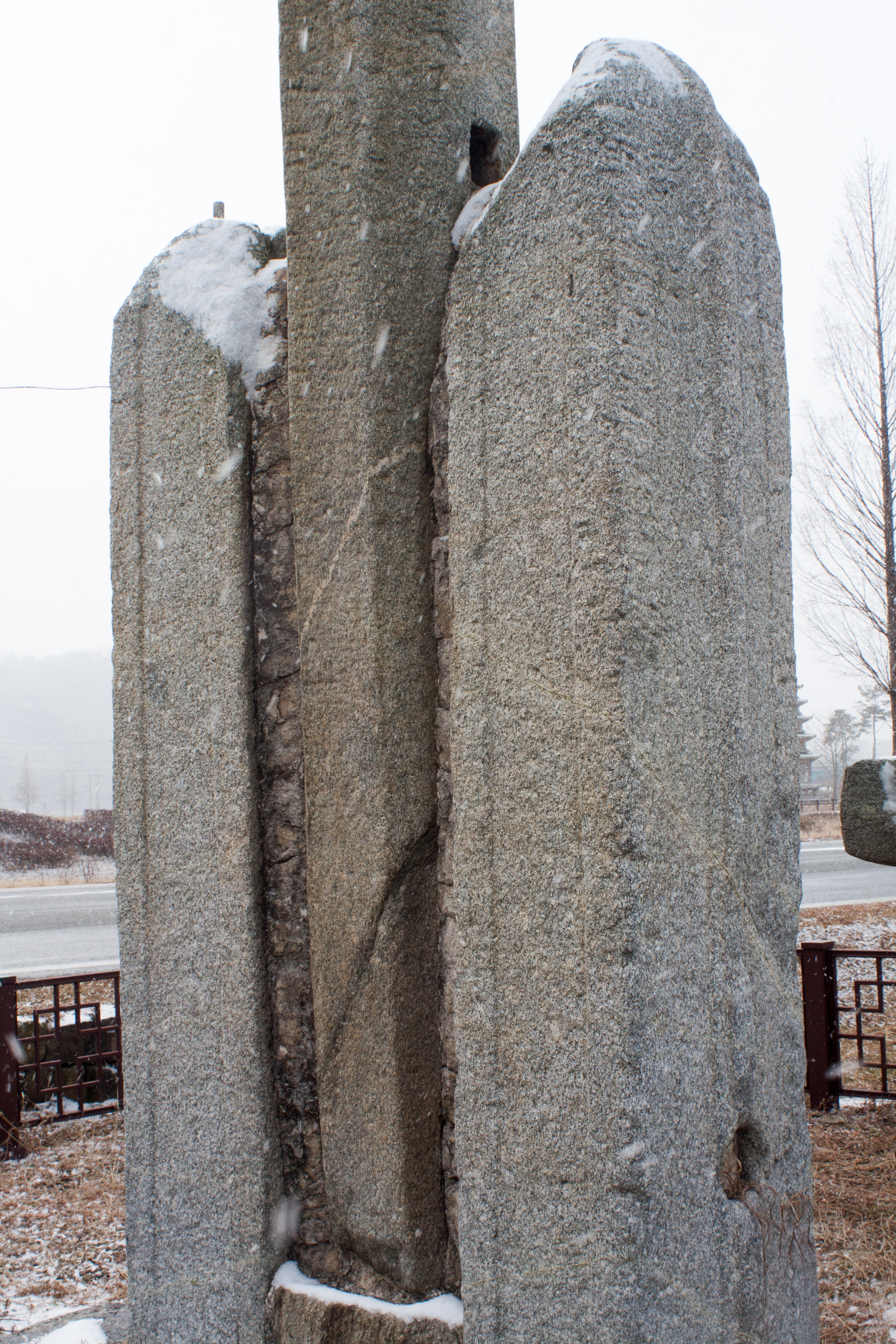
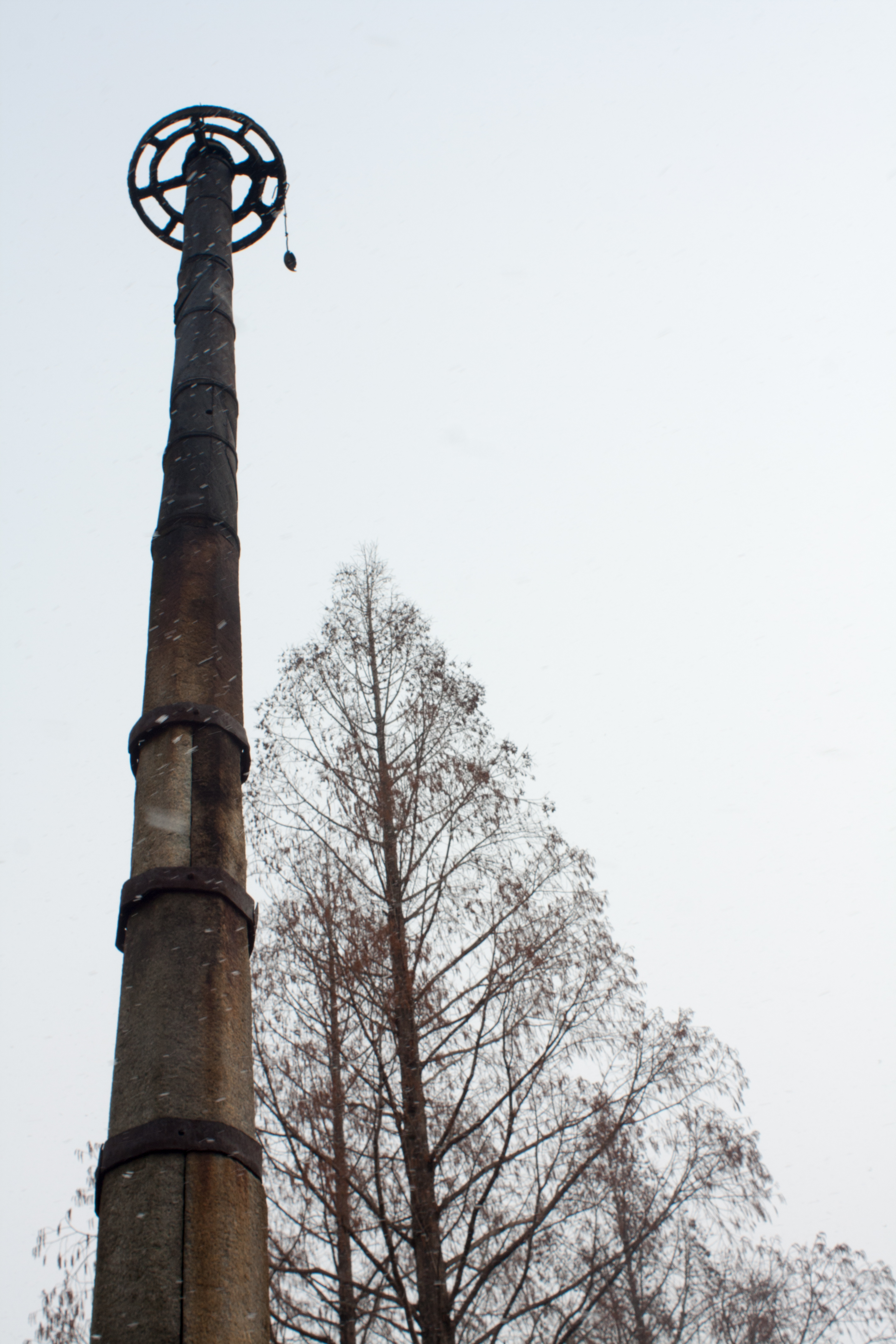

## 참고 자료
- 이 문서에는 다음커뮤니케이션(현 카카오)에서 GFDL 또는 CC-SA 라이선스로 배포한 글로벌 세계대백과사전의 내용을 기초로 작성된 글이 포함되어 있습니다.